# Ципилешти (Јаши)
Ципилешти (рум. Țipilești) насеље је у Румунији у округу Јаши у општини Поприкани. Oпштина се налази на надморској висини од 47 m.

## Становништво
Према подацима из 2002. године у насељу је живело 327 становника, од којих су сви румунске националности.